# Michèle
Michèle è una canzone di Gérard Lenorman pubblicata nel 1976 nell'album Drôles de chansons, scritta da Didier Barbelivien e composta da Michel Cywie. Fu pubblicata nell'album Drôles de chansons, e in un 45 giri nel 1976. Lo stesso anno Lenorman incise il brano in italiano con il testo di Vito Pallavicini.
In Francia, Michèle si è classificata per tredici settimane nella hit parade di Europe 1 da febbraio a maggio 1976, fino a raggiungere la 1ª posizione in classifica dal 28 febbraio 1976 al 14 marzo.

## Colonna sonora
Il brano è stato inserito nella colonna sonora del film Stella di Sylvie Verheyde